# Proteina G

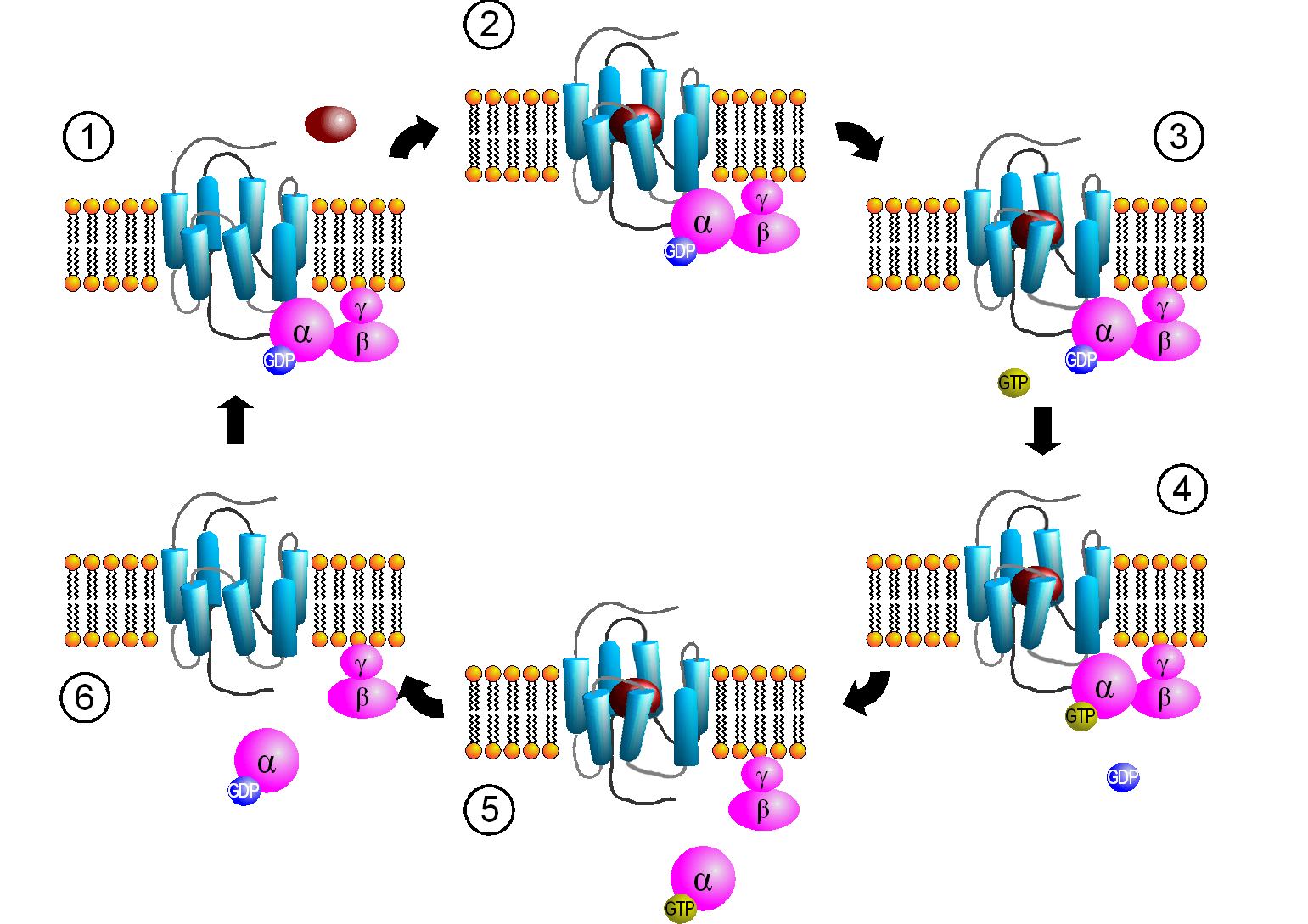
Ciclo della proteina G

Schema di un recettore di membrana: il ligando (verde) lega il recettore (arancione) determinandone una modifica conformazionale che attiva dei sistemi di trasduzione intracellulari (rosso) del segnale

Le proteine G sono un sottogruppo di una superfamiglia di GTPasi. Nei mammiferi si possono distinguere due ampie classi di GTPasi: le GTPasi monomeriche e le proteine G eterotrimeriche, costituite cioè da tre subunità proteiche. Le subunità α, β e γ sono divise generalmente in subunità α e complesso βγ, agendo quest'ultimo come un'unità. Queste proteine sono direttamente associate a recettori di membrana, conosciuti come recettori a serpentina o recettori collegati a proteine G.
Nello stato inattivo la subunità α lega GDP ed è strettamente legata al complesso βγ. Il legame di una molecola segnale con il recettore ne provoca un'alterazione conformazionale, che si riflette direttamente sulla subunità α che a sua volta cambia conformazione. Il cambiamento conformazionale determina una dissociazione della subunità α dal complesso βγ, per sostituire poi il GDP legato con un GTP assumendo così lo stato attivo. Entrambe le unità ora dissociate possono interagire con proteine bersaglio, che sono generalmente canali ionici oppure degli enzimi, quali adenilciclasi, fosfolipasi, fosfodiesterasi.
Schematicamente le proteine G possono:
1. agire da tramite tra recettori a sette segmenti transmembrana ed effettori enzimatici intracellulari (azioni a livello della membrana plasmatica o delle membrane interne);
2. agire da tramite diretto (senza secondi messaggeri) tra recettori e canali ionici;
3. agire da tramite tra recettori ad attività enzimatica e i loro effettori.

Esistono quattro classi di proteine G, distinte in base all'azione della subunità α:
1. αS: attivano l'adenilato ciclasi, quindi la sintesi dell'AMP ciclico (cAMP);
2. αi: inibiscono l'adenilato ciclasi;
3. αq: attivano le fosfolipasi;
4. αt: attivano la cGMP fosfodiesterasi.

La loro azione può essere modulata da proteine intracellulari, quali RGS e AGS.
Una proteina G è la gustducina, che assolve alle funzioni del gusto. Nel gusto la gustducina è presente nella percezione dell'amaro e del dolce.
La proteina G eterotrimerica gioca un ruolo fondamentale nella percezione dell'odore. Le sostanze odorose, che sono molto piccole costituite da 3 a 20 atomi di carbonio, si accoppiano a proteine G. Quando una sostanza odorosa si lega al suo recettore le subunità (α, β e γ) della proteina G si dissociano. La subunità α attiva l'adenilato-ciclasi, catalizzando così la produzione di AMPc che agendo come secondo messaggero apre i canali cationici con ingresso di Ca 2+. Questo produce un potenziale che porta all'attivazione del nervo olfattivo.
Nel 1994 sono stati premiati con il premio Nobel per la medicina Alfred G. Gilman e Martin Rodbell per la scoperta di questa proteina mentre nel 2012 gli statunitensi Robert Lefkowitz e Brian Kobilka hanno vinto il premio Nobel per la chimica per i loro studi sempre sulla proteina G.